# Vaccinium sanguineum
Vaccinium sanguineum är en ljungväxtart som beskrevs av Schlechter. Vaccinium sanguineum ingår i Blåbärssläktet, och familjen ljungväxter. Inga underarter finns listade i Catalogue of Life.